# Enfiteusis
La enfiteusis (del griego ἐμφύτευσις, "instauración" o "implantación"; en latín: Emphyteusis), también denominado censo enfitéutico, es un derecho real que supone la cesión temporal del dominio útil de un inmueble a cambio del pago anual de un rédito y, asimismo, de un laudemio por cada enajenación de dicho dominio, en su caso. En algunos ordenamientos jurídicos esta cesión puede tener carácter perpetuo.
Especie de concesión de tierras, es un arrendamiento vitalicio, respecto del dominio útil de una finca. Estuvo vigente a consecuencia del latifundio (explotación agraria de grandes dimensiones, caracterizada además por un uso ineficiente de los recursos disponibles). 
Heredera del derecho medieval, en España la enfiteusis se presentaba bajo otras formas feudales como el solariego o el foro, que desaparecieron a finales del siglo XIX.

## Dominio directo frente a dominio útil
La enfiteusis o censo enfitéutico, es un régimen compartido de tenencia de tierra que lleva consigo la disociación del dominio entre el dominio directo, correspondiente al propietario, y el útil, el de la persona que usa y aprovecha la finca. La falta de pago del canon por parte del titular del dominio útil puede llevar consigo el comiso de ese dominio por el titular del dominio directo, que vuelve a la situación de la propiedad anterior a la institución de la enfiteusis.
El dominio útil implica que el enfiteuta podía decidir sobre el destino económico de la tierra y modificarlo cuanto quisiera siempre y cuando abonara el canon anual.

## Derecho real
El enfiteuta podrá hacer valer su derecho frente a cualquier persona que perturbe su dominio útil. Esto incluye, como es lógico, la eventual perturbación proveniente del propietario de la cosa, con lo que gran parte de la doctrina considera que las facultades del enfiteuta no nacen con la constitución de la enfiteusis, sino que son una mera transmisión de parte de las facultades que conlleva el dominio.

## La enfiteusis en España
Tal y como explica Francisco Tomás y Valiente, durante la Edad Media y mediados de la Moderna, el sistema de régimen feudal y señoríos dio lugar a que la posesión de la tierra fuera la principal fuente de riqueza y, por tanto, una de las principales bases para la organización de la sociedad.
La propiedad de la tierra estaba dividida en virtud de diversas fórmulas de explotación de la tierra y que vinculaban a campesinos y señores. La fórmula más frecuente en la Península fue la del arrendamiento, pero en los territorios de la Corona de Aragón fue frecuente la fórmula enfitéutica, que aún perdura en el derecho civil catalán. Como fórmula para facilitar la repoblación de las tierras conquistadas a los musulmanes, se aplicó la enfiteusis en los territorios de la Cataluña Nueva (bajo el nombre de cens), en el Reino de Valencia y en el de Mallorca, como enfiteusis. En Aragón recibe el nombre de treudo.
En Valencia, la enfiteusis presenta rasgos propios. El arraigo de la enfiteusis en el Reino de Valencia está relacionado con la creación de las jurisdicciones alfonsinas. Según Antonio Gil Olcina, "la conquista definitiva del reino de Valencia supuso la introducción de la enfiteusis en el mismo (...) donde era mayoritaria o prácticamente exclusiva de la población mudéjar". Esta relación con la población mudéjar, implicó que con la expulsión de los moriscos decretada en 1609, muchos de los señoríos se quedaran desiertos o semivacíos. El instrumento para repoblarlos fueron las cartas puebla que incluían la entrega de tierras y viviendas a censo enfitéutico.
Con el desmantelamiento del régimen señorial iniciado en 1811 por las Cortes de Cádiz, con el Decreto de 6 de agosto, la enfiteusis se vio gravemente afectada. Mientras que aquellos señores que habían arrendado sus tierras vieron reforzada su propiedad sobre la misma, a cambio de la abolición de sus privilegios señoriales y jurisdiccionales, los señores que habían compartido la propiedad mediante el régimen enfitéutico vieron reducida su condición eminente de propiedad a un mero derecho real que resulta propiedad del enfiteuta, es decir, de quien paga el canon.
En un señorío convencional castellano se daban combinaciones de derechos favorables al señor (como ser: solariego, jurisdiccional y prestacional derivado del poder) que le permitieron conservar la propiedad del solar en la mayoría de los casos, sustituyendo las relaciones de vasallaje por meros contratos entre particulares y la propiedad señorial en un derecho de propiedad particular. En la enfiteusis en cambio, se consideró que el dominio directo era un derecho de carácter jurisdiccional que, al ser promulgado el Decreto de 6 de agosto, fue incorporado a la nación. Esto dio la oportunidad a los enfiteutas de adquirir la propiedad de la tierra, mediante el pago de una indemnización a los propietarios directos. No sin una ardua lucha legal de los propietarios directos en los tribunales. A pesar de obtener el respaldo de la doctrina del Tribunal Supremo, el dominio directo desapareció en favor de los enfiteutas.
Así pues, aunque la extinción de esta figura no se produjo propiamente en 1811, ya que las medidas legislativas de las Cortes de Cádiz habían sido abolidas al volver Fernando VII a España en 1814, sí se puede decir que se sentaron las bases para su declive y final extinción hacia 1890.

## Los enfiteutas delsigloXXI
El derecho real de censo enfitéutico o marquesado, todavía está reconocido por el Código Civil español (artículos 1.628 a 1.654). En el Anuario 2007 de la Dirección General de Registros y del Notariado, se abonaron más de 27 millones de euros por los censos redimidos ese año en la provincia de Barcelona.
Aunque en 1837 se derogaron las leyes de señorío y los censos feudales, se abrió una excepción para los pertenecientes a los señores jurisdiccionales. La normativa más reciente que regula los censos enfitéuticos es el libro 5.º del Código Civil de Cataluña de 2006. Los censos no son perpetuos, es decir, que se pueden "redimir" o eliminar. Para ello, hay que abonar una cantidad. Eso sí, solamente se paga una vez y el censo queda extinguido.